# Comarca de Carballino
La Comarca de Carballino[cita requerida] (Comarca do Carballiño oficialmente y en gallego), en la provincia de Orense, linda al norte con las Comarcas de Tabeirós - Tierra de Montes y El Deza (Pontevedra), al noreste con la Comarca de Chantada (Lugo), al este y sureste con la Comarca de Orense (Orense), al sur con la de El Ribeiro (Orense) y al oeste con la comarca de Pontevedra (Pontevedra).
Pertenecen a ella los siguientes municipios: Beariz, Boborás, Carballino, Irijo, Maside, Piñor, Pungín, San Amaro y San Cristóbal de Cea.